# 어개류

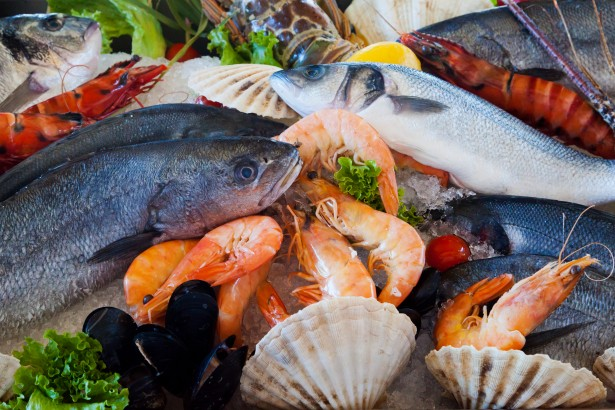
어개류

어개류(魚介類)는 어류와 개류(갑각류, 복족류, 성게류, 패류, 해삼류 등)를 아우르는 범주이다. "어류와 패류"라는 뜻인 어패류(魚貝類)로 부르기도 한다.

## 같이 보기
- 수산물
- 어물
- 해산물